# Terminologieserver
| QS-Informatik | Dieser Artikel wurde wegen inhaltlicher Mängel auf der Qualitätssicherungsseite der Redaktion Informatik eingetragen. Dies geschieht, um die Qualität der Artikel aus dem Themengebiet Informatik auf ein akzeptables Niveau zu bringen. Hilf mit, die inhaltlichen Mängel dieses Artikels zu beseitigen, und beteilige dich an der Diskussion! (+) |

Ein Terminologieserver ist eine Software, die in der Medizininformatik eingesetzt wird. Sie dient dazu, medizinisches Wissen strukturiert abzulegen und über Terminologien als Zugriffspunkt verfügbar zu machen. Oftmals wird auch versucht, medizinische Fließtexte semantisch verwertbar darzustellen.
Bei den Terminologien kann es sich beispielsweise um Klassifikationen oder Symptome handeln, über die Diagnosen oder medizinische Texte abgerufen werden können. Dazu gehören u. a. Informationen zu Diagnosen, Verfahren, Wirkstoffen, Therapien, zur Physiologie und Laborwerten. Beispiele für verbreitete Terminologien sind ICD-10, SNOMED, LOINC oder MeSH.
Auf dem Terminologieserver sind die medizinischen Termini gespeichert. Damit können diese von verbundenen Systemen genutzt werden, z. B. für Dokumentation von Befunden und Patientenakten.